# Светло-тамно
Светло-тамно или кјароскуро (италијански језик chiaroscuro) је израз у сликарству којим се означава употреба контраста светла и сене који утичу на целу композицију дела и такође метод којим се постиже волумен тродимензионалних предмета и фигура. Леонардо је први који је уочио и применио могућности кјароскура и употријебио га за постизање волумена а Каравађо за постизање драме у слици. Такође се користи у фотографији и филму у опису дела која поседују ове карактеристике.
Драматичност сцене у сликарству се постиже осветљењем снопом светла из невеликог често сакривеног извора светла и носи име кјароскуро, односно светло-тамно или тенебризам.